# Òxid d'etilè
L'òxid d'etilè o oxirà és un compost orgànic amb fórmula química C
2H
4O. És un èter cíclic (és a dir, consta d'un alcà amb un àtom d'oxigen enllaçat a dos àtoms de carboni de l'alcà formant un anell) i un gas incolor inflamable a temperatura ambient, fa olor dolça i és l'epòxid més senzill. Per la seva estructura particular participa fàcilment en moltes reaccions d'addició, per exemple obrint el seu anell i polimeritzant fàcilment. L'òxid d'etilè és isomèric amb acetaldehid i amb alcohol vinílic
Tot i ser una matèria primera vital amb moltes aplicacions, també és una substància molt perillosa, és inflamable, carcinogènic, mutagènic, irritant i un gas anestèsic. Es produeix industrialment per oxidació de l'etilè. Es fa servir com component principal en les armes termobàriques com a líquid refrigerant.
El primer a informar de l'òxid d'etilè va ser el químic Charles-Adolphe Wurtz, que l'any 1859 el va preparar tractant 2-cloroetanol amb hidròxid de potassi:
Cl–CH₂CH₂–OH + KOH → (CH₂CH₂)O + KCl + H₂O.